# قصر البنت (العراق)
قصر البنت أو قلعة البنت هو أحد القصور التراثية والأثرية الذي يقع قبالة ناحية الزوية، وقد أكتشفت في عام 1950 فلقد وجدت التنقيبات الأثرية بقايا أسس مطلة على نهر دجلة بصورة عمودية تعرف باسم قصر البنت، ويتكلم عنها السكان بأقاويل خرافية عن هذا الموقع لا تمت إلى الحقيقة بشيء. وهنالك أيضاً قصر البنت في جبل مكحول.

## قصر البنت في جبال مكحول
يقع خلف جبل مكحول على الضفة الغربية لنهر دجلة بقايا قلعة تسمى قلعة البنت، ومبنية على رابية حصينة وجدرانها من اللَبِن المربع (29×29 سم) ومن الجص. إلا أنه توجد كذلك بقايا أبنية من آجر مربع حجمه بين 27 و30 سم وثخنه 7,5 سم. وعلى هذا الآجر علامة مصنوعة بالإصبع، والمرجح أن زمن هذا البناء يعود إلى العهد الساساني إن لم يمكن من العهد الفرثي. وقد ذكر الرحالة تيفينو عام 1664 الذي سافر من الموصل إلى بغداد وجود قلعة باسم قلعة مكحول وتسمى أيضاً قصر البنت.

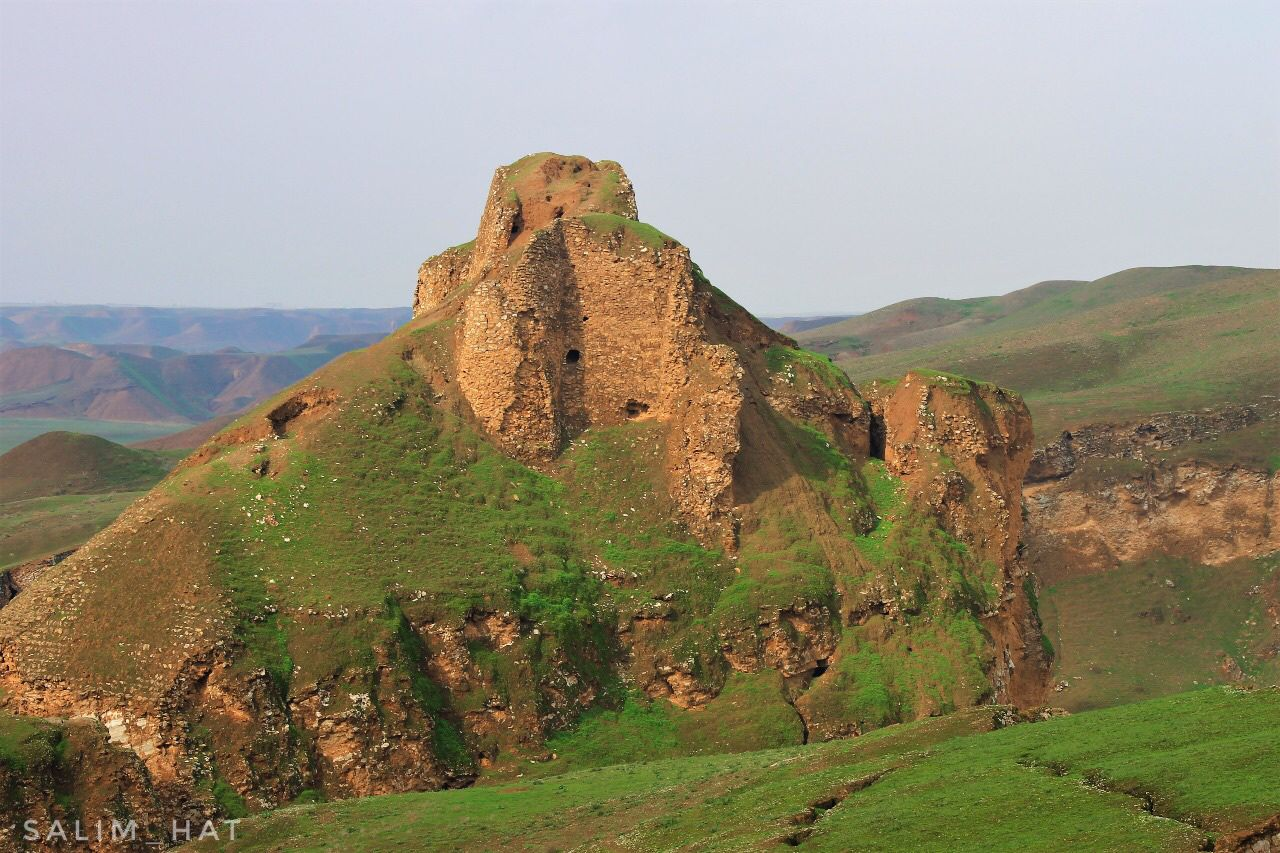
قصر البنت في عدسة سالم الحتحوت